# Мурзабеков, Исмагул
Исмагул Мурзабеков — советский государственный деятель, Герой Социалистического Труда (1948), организатор сельскохозяйственного производства в Казахстане.

## Биография
Родился в1900 году в Гурьевской (ныне Атырауской) области в селе Зормат Денгизского района.
- В 1930 году пришёл на работу в сельхозартель «Енбекши».
- В 1932 году закончил пятимесячный курс учителей начальной школы в Гурьевской области.
- В 1933-1937 годах — после окончания Алма-Атинского института советского строительства работал инструктором в Денгизском районном исполнительном комитете Западно-Казахстанской области.
- В 1938-1942 годах — инспектор по кадрам Народного комиссариата просвещения КазССР.
- С 1941 года — член КПСС.
- В 1942-1943 годах — начальник политического отдела в совхозе Жолкудук в Павлодарской области.
- Ветеран Великой Отечественной войны. Политработник, награждён орденами Красной Звезды и «За победу над Германией».
- В 1946-1952 годах — председатель исполкома районного Совета депутатов трудящихся района имени 28 гвардейцев Талды-Курганской области.

## Награды
- Медаль «За доблестный труд в Великой Отечественной войне 1941—1945 гг.» (1946);
- 2 ордена Ленина (1947, 1948);
- Герой Социалистического Труда (28.03.1948);
- Медали.